# Rhacocarpus inermis
Rhacocarpus inermis là một loài rêu trong họ Rhacocarpaceae. Loài này được (Müll. Hal.) Lindb. mô tả khoa học đầu tiên năm 1891.